# Falerone
Falerone é uma comuna italiana da região dos Marche, província de Fermo, com cerca de 3.178 habitantes. Estende-se por uma área de 24,53 km², tendo uma densidade populacional de 130 hab/km². Faz fronteira com Belmonte Piceno, Montappone, Monte Vidon Corrado, Montegiorgio, Penna San Giovanni (MC), Sant'Angelo in Pontano (MC), Servigliano.

## Demografia
| Variação demográfica do município entre 1861 e 2011                               |
|                                                                                   |
| Fonte: Istituto Nazionale di Statistica (ISTAT) - Elaboração gráfica da Wikipedia |